# Minuto de Dios (estación)
La estación sencilla Minuto de Dios hace parte del sistema de transporte masivo de Bogotá llamado TransMilenio, el cual fue inaugurado en el año 2000.

## Ubicación
La estación está ubicada en el noroccidente de la ciudad, más específicamente en la Avenida Medellín entre carreras 73A y 74A. Se accede a ella a través de un puente peatonal ubicado sobre la Carrera 73A.
Atiende la demanda de los barrios Minuto de Dios, Santa María y sus alrededores.
En las cercanías están el almacén Makro Avenida Boyacá, la Institución Educativa Distrital La Palestina, el Museo de Arte Contemporáneo, la Universidad Minuto de Dios, el Humedal Santa María del Lago y el Centro Comercial Titán Plaza.

## Origen del nombre
La estación recibe su nombre del barrio ubicado en el costado norte, este a su vez recibiendo su nombre de la Corporación Minuto de Dios que posee varios edificios en el barrio.

## Historia
En el año 2000 fue inaugurada la fase I del sistema TransMilenio, desde el Portal 80, hasta la estación Tercer Milenio, incluyendo la estación Minuto de Dios.

## Servicios de la estación

### Servicios troncales
| Tipo                                            | Rutas al Noroccidente | Rutas al Norte | Rutas al Sur |
| ----------------------------------------------- | --------------------- | -------------- | ------------ |
| Ruta fácil                                      | 6                     |                | 6            |
| Expresos todos los días todo el día             | D22                   |                | G22          |
| Expresos lunes a sábado todo el día             | D21 D24               |                | H21 J24      |
| Expresos lunes a viernes hora pico de la mañana |                       | B55            |              |
| Expresos lunes a viernes hora pico de la tarde  | D55                   |                |              |

### Esquema
| ← Occidente |         |             |
| D21D24      | 6D22D55 | Carrera 73A |
| Vagón 2     | Vagón 1 |             |
| B55H21J24   | 6G22    | Carrera 73A |
| Oriente →   |         |             |

### Servicios urbanos
Así mismo funcionan las siguientes rutas urbanas del SITP en los costados externos a la estación, circulando por los carriles de tráfico mixto sobre la Calle 80, con posibilidad de trasbordo usando la tarjeta TuLlave:
| Código | Sector                  | Dirección      | Rutas                            |
| ------ | ----------------------- | -------------- | -------------------------------- |
| 078A04 | D Br. Santa María       | AC 80 - KR 73B | A203B909H131 60 193B 539 621 T21 |
| 077A04 | D Br. El Minuto de Dios | AC 80 - KR 69Q | C131D203D909 60 193B 539 621 T21 |

## Ubicación geográfica
| Noroeste: Engativá           | Norte: C Gratamira | Nordeste: Engativá |
| Oeste: D Granja – Carrera 77 |                    | Este: D Boyacá     |
| Suroeste: Engativá           | Sur: K Normandía   | Sureste: Engativá  |